# 1305
Пізнє Середньовіччя •  Реконкіста •  Ганза •  Монгольська імперія

## Геополітична ситуація
Андронік II Палеолог є імператором Візантійської імперії (до 1328). Королем Німеччини — Альбрехт I Габсбург (до 1308). У Франції править Філіп IV Красивий (до 1314).
Апеннінський півострів розділений: північ належить Священній Римській імперії, середню частину займає Папська область, південь належить Неаполітанському королівству. Деякі міста півночі: Венеція, Піза, Генуя тощо, мають статус міст-республік.
Майже весь Піренейський півострів займають християнські Кастилія (Леон, Астурія, Галісія), Наварра, Арагонське королівство (Арагон, Барселона) та Португалія, під владою маврів залишилися тільки землі на самому півдні. Едуард I Довгоногий є королем Англії (до 1307), Вацлав III — королем Богемії (до 1306), а королем Данії — Ерік VI (до 1319).
Руські землі перебувають під владою Золотої Орди. У Галицько-Волинське князівство очолює Юрій Львович, Михайло Ярославич править у Володимиро-Суздальському князівстві (до 1318).
Монгольська імперія займає більшу частину Азії, але вона розділена на окремі улуси, що воюють між собою. У Китаї, зокрема, править монгольська династія Юань. У Єгипті владу утримують мамлюки. Мариніди правлять у Магрибі. Делійський султанат є наймогутнішою державою Північної Індії, а на півдні Індії панують держава Хойсалів та держава Пандья. В Японії триває період Камакура.
Цивілізація мая переживає посткласичний період. Почала зароджуватися цивілізація ацтеків.

## Події
- 5 червня папою римським обрано архієпископа Бордо Бертрана де Го, який взяв собі ім'я Климента V. Його посвятили в Ліоні. Почався період залежності святого престолу від французьких королів.
- У Візантії спалахнув конфлікт із загоном найманців альмогаварів Каталонської компанії через платню. 5 липня очільника альмогаварів Рожера де Флора та 130 інших офіцерів було вбито. Однак 7 червня альмогавари здобули перемогу над візантійськими військами в Галліполі.
- Після смерті своєї матері, Жанни Наваррської, Людовик, син французького короля Філіпа IV Красивого, став королем Наварри.
- Королем Богемії після смерті батька, Вацлава II, став Вацлав III. Він поступився правом на угорську корону Отто III Віттельсбаху й уклав мир з королем Німеччини Альбрехтом I.
- Англійські війська захопили в полон і стратили шотландського борця за незалежність Вільяма Воллеса.

## Народились
- (дата невідома) — Асікаґа Такаудзі, засновник і 1-й сьоґун сьоґунату Муроматі.

## Померли
- Агрипина Галицька